# Тлях (Чародинский район)
Тлях — упразднённое село в Чародинском районе Дагестана. В начале 1920-х годов жители села переселились на хутор Чарода, образовав новое село.

## География
Располагалось на левом берегу реки Каралазургер, в 1 км (по прямой) к западу от села Чарода. На современных картах обозначено как развалины Толох.

## История
До вхождения Дагестана в состав Российской империи селение входило в состав общества Карах. После присоединения к Российской империи числилось центром Тляхского сельского общества Тлейсерухского наибства Гунибского округа Дагестанской области. В 1895 году селение состояло из 142 хозяйств. По некоторым сведениям в 1923—1924 годах жители села переселились на хутор Чарода и образовали одноимённое село.

## Население
| Численность населения | Численность населения | Численность населения | Численность населения | Численность населения |
| 1869                  | 1888                  | 1895                  | 1908                  | 1914                  |
| --------------------- | --------------------- | --------------------- | --------------------- | --------------------- |
| 488                   | ↘416                  | ↗525                  | ↘505                  | ↗568                  |

По данным на 1895 г., в национальной структуре населения аварцы составляли 100 %